# Les núvies de Fu Manxú
Les núvies de Fu Manxú  (títol original en anglès:  The Brides of Fu Manchu) és una pel·lícula britànico-alemanya dirigida per Don Sharp, estrenada el 1966. Ha estat doblada al català.

## Argument
Fu Manchu i els seus esbirros segresten les filles de científics eminents. Estan presoneres al quarter general del malèfic doctor, situat en una illa aïllada. En lloc de reclamar un rescat, Fu Manchu demana que els pares dels ostatges l'ajudin a posar a punt un raig de la mort, que té la intenció utilitzar per fer-se amo del món. Tanmateix Nayland Smith de Scotland Yard, el seu enemic jurat, està determinat a fer fracassar aquests abominables projectes...

## Repartiment
- Christopher Lee: Dr. Fu Manchu
- Douglas Wilmer: Nayland Smith
- Heinz Drache: Franz Baumer
- Marie Versini: Marie Lentz
- Howard Marion-Crawford: Doctor John Petrie
- Tsai Chin: Lin Tang
- Rupert Davies: Jules Merlin
- Kenneth Fortescue: Sergent Spicer
- Joseph Fürst: Otto Lentz
- Roger Hanin: l'inspector Pierre Grimaldi
- Harald Leipnitz: Nikki Sheldon
- Carole Gray: Michèle Merlin
- Burt Kwouk: Feno
- Salmaan Peerzada: Abdul
- Eric Young: l'assistant

## Al voltant de la pel·lícula
- Segona interpretació, després de La màscara de Fu Manchú , 1965, del personatge de Fu Manchu per Christopher Lee. L'actor reprendrà els trets del demoníac asiàtic a The Vengeance of Fu Manchu  (1967), The Blood of Fu Manchu  (1968) i The Castle of Fu Manchu  (1969).